# Canton de La Roche-Canillac
Le canton de La Roche-Canillac est une ancienne division administrative française située dans le département de la Corrèze, en région Limousin.

## Histoire
Le canton de La Roche-Canillac est l'un des cantons de la Corrèze créés en 1790, en même temps que la plupart des autres cantons français. Il a d'abord été rattaché au district de Tulle avant de faire partie de l'arrondissement de Tulle.

### Redécoupage cantonal de 2014-2015
Par décret du 24 février 2014, le nombre de cantons du département passe de 37 à 19, avec mise en application aux élections départementales de mars 2015. Le canton de La Roche-Canillac est supprimé à cette occasion. Dix de ses onze communes sont alors rattachées au canton de Sainte-Fortunade, et la dernière (Marcillac-la-Croisille) au canton d'Égletons.

## Géographie
Ce canton était organisé autour de La Roche-Canillac dans l'arrondissement de Tulle. Son altitude variait de 195 m (Saint-Martin-la-Méanne) à 642 m (Marcillac-la-Croisille) pour une altitude moyenne de 487 m.

## Représentation

### Conseillers généraux de 1833 à 2015
| Période | Période          | Identité                         | Étiquette                      | Qualité |
| ------- | ---------------- | -------------------------------- | ------------------------------ | --- |
| 1833    | 1839             | Joseph de Lespinasse de Pebeyre  |                                | Ancien sous-préfet Maire de Saint-Pardoux |
| 1839    | 1848             | Joseph François Antoine Chaumont |                                | Avocat à Tulle |
| 1848    | 1852             | Charles de Lespinasse de Pebeyre |                                | Propriétaire à Saint-Pardoux |
| 1852    | 1855             | Jean Saintagné                   |                                | Notaire à La Roche-Canillac |
| 1855    | 1864             | Gustave Mougenc de Saint-Avid    |                                | Procureur impérial à Tulle puis Conseiller à la Cour d'appel de Limoges |
| 1864    | 1894 (démission) | Guy Lafond de Saint-Mur          | Appel au peuple (Bonapartiste) | Avocat - Secrétaire général de la Préfecture Député (1857-1870) Sénateur (1876-1894) Maire de Tulle (1863-1871), ancien conseiller d'arrondissement Président du Conseil général (1865-1870) |
| 1894    | 1908 (décès)     | Charles Gimazanne-Labarrière     | Républicain                    | Maire de Saint-Martin-la-Méanne |
| 1908    | 1931             | Jean-Baptiste Aussoleil          | Rad.                           | Médecin Maire de La Roche-Canillac (1908-1917) |
| 1931    | 1940             | Léopold Rouffiat                 | SFIO                           | Médecin, Saint-Paul |
|         |                  |                                  |                                | |
| 1942    | 1945             | Henri Chassaing                  |                                | Maire de La Roche-Canillac Nommé conseiller départemental en 1942 |
|         |                  |                                  |                                | |
| 1945    | 1973             | Raoul Peuch                      | SFIO puis PS                   | Médecin Ancien conseiller général du Canton de Mercœur |
| 1973    | 1985             | Pierre Pranchère                 | PCF                            | Permanent politique - Député (1973-1978) |
| 1985    | 1994 (décès)     | Guy Pougetoux                    | RPR                            | Pharmacien Maire de Marcillac-la-Croisille |
| 1995    | 2004             | Jean Maison (1924-2016)          | PCF                            | Ancien résistant, chef d'entreprise, maire de Clergoux (1959-2008) |
| 2004    | 2011             | Jean-Louis Bachellerie           | UMP                            | Cadre Maire de Marcillac-la-Croisille depuis 2008 |
| 2011    | 2015             | Bernard Combes                   | PS                             | Enseignant Maire de Tulle depuis 2008 Élu en 2015 dans le canton de Tulle |

### Conseillers d'arrondissement (de 1833 à 1940)
| Période                                  | Période          | Identité                                                          | Étiquette | Qualité |
| ---------------------------------------- | ---------------- | ----------------------------------------------------------------- | --------- | --- |
| 1833                                     | 1839 (décès)     | Jacques Joseph Soustre de la Gautherie (1774-1839)                |           | Propriétaire à Champagnac                                                                                   |
| 1839                                     | 1845             | Pierre Placide Faure de Villatte (1806-1880, gendre du précédent) |           | Médecin, maire de Champagnac                                                                                |
| 1845                                     | 1848             | Guy Lafond de Saint-Mur                                           |           | Avocat à Tulle                                                                                              |
|                                          |                  |                                                                   |           | |
|                                          | 1894 (démission) | Paul Mourdie                                                      |           | Notaire, maire de Saint-Martin-la-Méanne                                                                    |
|                                          |                  |                                                                   |           | |
| 1898                                     |                  | M. Brunie                                                         | Radical   | |
|                                          |                  |                                                                   |           | |
| 1934                                     | 1940             | Antoine Parel (1891-1943)                                         | PC-SFIC   | Ouvrier à la Manufacture d'armes de Tulle, maire de Gros-Chastang (1925-1939)                               |
| 1940                                     |                  |                                                                   |           | Les conseils d'arrondissement ont été suspendus par la loi du 12 octobre 1940 et n'ont jamais été réactivés |
| Les données manquantes sont à compléter. |                  |                                                                   |           | |

## Composition
Le canton de La Roche-Canillac regroupait onze communes et comptait 3 039 habitants au 1er janvier 2012.
| Nom                           | Code Insee | Intercommunalité                        | Population (dernière pop. légale) |
| ----------------------------- | ---------- | --------------------------------------- | --------------------------------- |
| La Roche-Canillac (chef-lieu) | 19174      | CA Tulle Agglo                          | 151 (2014)                        |
| Champagnac-la-Prune           | 19040      | CA Tulle Agglo                          | 164 (2014)                        |
| Clergoux                      | 19056      | CA Tulle Agglo                          | 404 (2014)                        |
| Espagnac                      | 19075      | CA Tulle Agglo                          | 360 (2014)                        |
| Gros-Chastang                 | 19089      | CA Tulle Agglo                          | 176 (2014)                        |
| Gumond                        | 19090      | CA Tulle Agglo                          | 97 (2014)                         |
| Marcillac-la-Croisille        | 19125      | CC de Ventadour - Égletons - Monédières | 835 (2014)                        |
| Saint-Bazile-de-la-Roche      | 19183      |                                         | 123 (2014)                        |
| Saint-Martin-la-Méanne        | 19222      | CC Xaintrie Val'Dordogne                | 343 (2014)                        |
| Saint-Pardoux-la-Croisille    | 19231      | CA Tulle Agglo                          | 175 (2014)                        |
| Saint-Paul                    | 19235      | CA Tulle Agglo                          | 214 (2014)                        |

## Démographie
| 1962  | 1968  | 1975  | 1982  | 1990  | 1999  | 2006  | 2011  | 2012  |
| ----- | ----- | ----- | ----- | ----- | ----- | ----- | ----- | ----- |
| 4 257 | 3 861 | 3 397 | 3 143 | 3 048 | 3 014 | 3 088 | 3 064 | 3 039 |